# Fautricinae
Fautricinae is een onderfamilie van weekdieren uit de klasse van de Gastropoda (slakken).

## Geslachten
- Falsimargarita Powell, 1951
- Fautrix Marshall, 1995
- Phenacomargarites Marshall, 2016
- Selastele B. A. Marshall, 1995